# 정산초등학교
정산초등학교는 대한민국 충청남도 청양군에 있는 초등학교다.

## 학교 연혁
- 1912년 12월 22일 정산공립보통학교로 개교(사립 열성학교에서 개편)
- 1938년 4월 1일 정산공립심상소학교로 개칭
- 1941년 4월 1일 정산공립국민학교로 개칭
- 1950년 6월 1일 정산국민학교로 개칭
- 1961년 4월 1일 천장국민학교 승격 분리
- 1976년 3월 1일 특수학급 설치
- 1981년 3월 1일 천장국민학교 마치분교장 통폐합
- 1981년 3월 1일 병설유치원 개원
- 1991년 3월 1일 천장국민학교 마치분교장 통폐합
- 1993년 3월 1일 천장분교장 편입
- 1994년 9월 1일 천장분교장 통폐합
- 1996년 3월 1일 정산초등학교로 개칭
- 2000년 3월 1일 남천리 학구 통합(통학구역 조절)
- 2010년 2월 18일 제97회 졸업식(8,917명)
- 2010년 3월 1일 10학급 편성(특수학급1 포함)
- 2012. 03. 01 9학급 편성(특수학급1 포함)
- 2014. 03. 01 7학급 편성(특수학급1 포함)
- 2015. 03. 01 8학급 편성(특수학급1 포함)

## 참고 자료
- 정산초등학교 - 한국교육학술정보원 학교알리미